# Кошляківська сільська рада (Попільнянський район)
Кошляківська сільська рада — колишня адміністративно-територіальна одиниця та орган місцевого самоврядування в Попільнянському районі Білоцерківської округи, Київської та Житомирської областей Української РСР з адміністративним центром у селі Кошляки.

## Населені пункти
Сільській раді на час ліквідації були підпорядковані населені пункти:
- с. Кошляки

## Історія та адміністративний устрій
Створена 1923 року в с. Кошляки Романівської волості Сквирського повіту Київської губернії. 7 березня 1923 року увійшла до складу новоствореного Попільнянського району Білоцерківської округи.
Станом на 1 вересня 1946 року сільська рада входила до складу Попільнянського району Житомирської області, на обліку в раді перебувало с. Кошляки.
Ліквідована 11 серпня 1954 року, відповідно до указу Президії Верховної ради Української РСР «Про укрупнення сільських рад по Житомирській області», територію та с. Кошляки приєднано до складу Романівської сільської ради Попільнянського району Житомирської області.